# Charles Francis Richter
Charles Francis Richter, ameriški fizik in seizmolog, * 26. april 1900, Hamilton, Ohio, ZDA, † 30. september 1985, Pasadena, Kalifornija, ZDA.
V seizmologijo je uvedel meritev jakosti potresov z magnitudo po  Richterjevi lestvici. Richterjeve raziskave so pomenile pomemben prispevek seizmologiji, npr. Gutenberg-Richterjev zakon, ki podaja pogostost potresov v odvisnosti od magnitude.

## Življenje in znanstveno delo
Leta 1920 je diplomiral iz fizike na Univerzi Stanford, leta 1928 pa je opravil doktorat iz fizike pod mentorstvom nobelovca  Millikana na Kalifornijskem tehnološkem inštitutu (Caltech) v Pasadeni.
Leta 1927 se je pridružil raziskovalni skupini seizmološkega laboratorija na Caltechu, kjer se je lotil problema določanja jakosti potresov. Leta 1930 je začel sodelovanje z Benom Gutenbergom. Leta 1935 sta objavila metodo po kateri se na podlagi zapisanih seizmogramov določi magnitudo potresa. Metoda se je takoj uveljavila med seizmologi in je danes znana kot določanje magnitude po Richterjevi lestvici. Na podlagi meritev potresne jakosti z Richterjevo lestvico je bilo mogoče v sledečih letih odkriti številne zanimive zakonitosti potresnih pojavov, kot je npr. Gutenberg-Richterjev zakon ki podaja pogostost potresov v odvisnosti od magnitude. 
Richter je deloval tudi na instrumentalnem področju, saj je botroval postavitvi mreže potresnih opazovalnic v južni  Kaliforniji, v poznejših letih pa se je posvetil temi zmanjševanja potresne nevarnosti.
1. 1 2  SNAC — 2010.
2. 1 2  Find a Grave — 1996.
3. ↑  Charles Richter Day in Butler County. Inventor of the Richter scale was born in Butler County — Butler County, 2016.
4. ↑  Nacionalna zbirka normativnih podatkov Češke republike